# هلبة الكبريت الأونزية
هلبة الكبريت الأونزية (الاسم العلمي:Thiothrix unzii) هي نوع من البكتيريا تتبع جنس هلبة الكبريت من فصيلة هلبات الكبريت.